# Васильевка (Чекмагушевский район)
Васильевка (баш. Васильевка) — деревня в Чекмагушевском районе Башкортостана, Россия, относится к Новобалтачевскому сельсовету.

## Население
| 2002 | 2009 | 2010 |
| ---- | ---- | ---- |
| 5    | ↘2   | ↘0   |

Национальный состав
Согласно переписи 2002 года, преобладающая национальность — русские (80 %).

## Географическое положение
Расстояние до:
- районного центра (Чекмагуш): 13 км,
- центра сельсовета (Новобалтачево): 8 км,
- ближайшей ж/д станции (Буздяк): 80 км.